# Jim Barnes
Velvet James "Jim Bad News" Barnes (Tuckerman, Arkansas, 13 de abril de 1941-Silver Spring, Maryland, 14 de septiembre de 2002) fue un jugador de baloncesto estadounidense que jugó durante 7 temporadas en la NBA, en la década de los 60. Medía 2,04 metros, y jugaba de ala-pívot.

## Trayectoria deportiva

### Universidad
Su etapa universitaria transcurrió en los Miners de Texas-El Paso, donde fue nombrado All-American en 1964.Fue elegido para jugar con la Selección de Estados Unidos para disputar los Juegos Olímpicos de Tokio 1964, donde ganaron la medalla de oro.

### Profesional
Fue elegido en el número 1 del Draft de la NBA de 1964 por New York Knicks, y en su primera temporada se hizo merecedor de aparecer en el mejor quinteto de novatos de la temporada, al promediar 15,5 puntos y 9,7 rebotes por partido. A poco de comenzar la temporada 1965-66 fue traspasado a Baltimore Bullets, donde siguió manteniendo unos buenos números el año que estuvo allí. Lo que parecía iba a ser una carrera llena de éxitos pronto se truncó. al año siguiente recalaría en Los Angeles Lakers, en donde pasó al ostracismo del banquillo, jugando poco más de 15 minutos por partido, lo que sería una constante en el resto de su trayectoria en la NBA.
Pasó por Chicago Bulls y Boston Celtics, regresando en temporada 1970-71 a Baltimore, en lo que sería su última temporada como profesional, retirándose con tan solo 29 años. Promedió en los 7 años que jugó un total de 8,8 puntos y 6,5 rebotes por partido.
Falleció en 2002, víctima de un infarto de corazón.

## Estadísticas de su carrera en la NBA

### Temporada regular
| Temporada | Edad | Equipo             | Liga | P   | TIT | MIN  | TC  | TCA  | %TC  | 3P | 3PA | %3P | TL  | TLA | %TL  | R.OF. | R.DEF. | REB  | ASIS | ROB | TAP | PER | FP  | PTS  |
| 1964-65   | 23   | New York Knicks    | NBA  | 75  |     | 34.5 | 6.1 | 14.3 | .424 |    |     |     | 3.3 | 5.1 | .662 |       |        | 9.7  | 1.2  |     |     |     | 4.2 | 15.5 |
| 1965-66   | 24   | TOTAL              | NBA  | 73  |     | 30.0 | 4.8 | 11.2 | .425 |    |     |     | 2.9 | 4.2 | .684 |       |        | 10.3 | 1.3  |     |     |     | 3.9 | 12.4 |
| 1965-66   | 24   | New York Knicks    | NBA  | 7   |     | 37.6 | 5.7 | 12.9 | .444 |    |     |     | 4.3 | 6.0 | .714 |       |        | 10.3 | 1.3  |     |     |     | 4.7 | 15.7 |
| 1965-66   | 24   | Baltimore Bullets  | NBA  | 66  |     | 29.2 | 4.7 | 11.0 | .423 |    |     |     | 2.8 | 4.1 | .679 |       |        | 10.3 | 1.3  |     |     |     | 3.8 | 12.1 |
| 1966-67   | 25   | Los Angeles Lakers | NBA  | 80  |     | 17.5 | 2.7 | 6.2  | .437 |    |     |     | 1.6 | 2.3 | .684 |       |        | 5.6  | 0.6  |     |     |     | 3.3 | 7.0  |
| 1967-68   | 26   | TOTAL              | NBA  | 79  |     | 18.0 | 2.8 | 6.3  | .443 |    |     |     | 1.7 | 2.4 | .696 |       |        | 5.3  | 0.7  |     |     |     | 3.3 | 7.3  |
| 1967-68   | 26   | Los Angeles Lakers | NBA  | 42  |     | 17.0 | 2.4 | 5.6  | .430 |    |     |     | 1.4 | 2.1 | .670 |       |        | 5.0  | 0.6  |     |     |     | 3.2 | 6.2  |
| 1967-68   | 26   | Chicago Bulls      | NBA  | 37  |     | 19.2 | 3.2 | 7.1  | .455 |    |     |     | 2.0 | 2.8 | .718 |       |        | 5.5  | 0.8  |     |     |     | 3.5 | 8.5  |
| 1968-69   | 27   | TOTAL              | NBA  | 59  |     | 12.0 | 1.9 | 4.4  | .441 |    |     |     | 1.3 | 1.9 | .676 |       |        | 3.8  | 0.5  |     |     |     | 2.1 | 5.2  |
| 1968-69   | 27   | Chicago Bulls      | NBA  | 10  |     | 11.1 | 2.3 | 5.9  | .390 |    |     |     | 1.0 | 1.9 | .526 |       |        | 3.0  | 0.1  |     |     |     | 1.5 | 5.6  |
| 1968-69   | 27   | Boston Celtics     | NBA  | 49  |     | 12.1 | 1.9 | 4.1  | .455 |    |     |     | 1.3 | 1.9 | .707 |       |        | 4.0  | 0.6  |     |     |     | 2.2 | 5.1  |
| 1969-70   | 28   | Boston Celtics     | NBA  | 77  |     | 13.6 | 2.3 | 5.6  | .410 |    |     |     | 1.2 | 1.7 | .742 |       |        | 4.5  | 0.7  |     |     |     | 3.0 | 5.9  |
| 1970-71   | 29   | Baltimore Bullets  | NBA  | 11  |     | 9.1  | 1.4 | 2.5  | .536 |    |     |     | 0.6 | 1.0 | .636 |       |        | 1.5  | 0.7  |     |     |     | 2.1 | 3.4  |
| Total     |      |                    | NBA  | 454 |     | 20.8 | 3.4 | 7.9  | .429 |    |     |     | 2.0 | 2.9 | .684 |       |        | 6.5  | 0.8  |     |     |     | 3.3 | 8.8  |

### Playoffs
| Temporada | Edad | Equipo             | Liga | P  | MIN | TCA | TC | 3PA | 3P | TLA | TL | R.OF. | REB | ASIS | ROB | TAP | PER | FP | PTS | %TC  | %3P | %FT   | MIN  | PTS  | REB | AST |
| 1965-66   | 24   | Baltimore Bullets  | NBA  | 3  | 93  | 16  | 32 |     |    | 7   | 13 |       | 28  | 3    |     |     |     | 15 | 39  | .500 |     | .538  | 31.0 | 13.0 | 9.3 | 1.0 |
| 1966-67   | 25   | Los Angeles Lakers | NBA  | 3  | 50  | 7   | 19 |     |    | 5   | 5  |       | 12  | 2    |     |     |     | 7  | 19  | .368 |     | 1.000 | 16.7 | 6.3  | 4.0 | 0.7 |
| 1967-68   | 26   | Chicago Bulls      | NBA  | 5  | 57  | 3   | 12 |     |    | 0   | 0  |       | 21  | 1    |     |     |     | 13 | 6   | .250 |     |       | 11.4 | 1.2  | 4.2 | 0.2 |
| Total     |      |                    | NBA  | 11 | 200 | 26  | 63 |     |    | 12  | 18 |       | 61  | 6    |     |     |     | 35 | 64  | .413 |     | .667  | 18.2 | 5.8  | 5.5 | 0.5 |

## Logros personales
- Elegido en el mejor quinteto de rookies de la NBA en 1965.
- Medalla de Oro en los Juegos Olímpicos de Tokio 1964 con Estados Unidos.